# Ludvig Sellberg
Isidor Ludvig Sellberg, född 3 mars 1850 i Norrtälje, död 18 maj 1903 i Göteborg, var en svensk läkare.
Sellberg blev student vid Uppsala universitet 1869, medicine kandidat 1874 och medicine licentiat vid Karolinska Institutet i Stockholm 1878. Han var föreståndare för Göteborgs mediko-mekaniska institut 1879–1881, intendent vid Särö havsbad 1879–1880, tillförordnad andre stadsläkare i Göteborgs stad 1881–1882 och ordinarie från 1882. Han var andre bataljonsläkare vid Värmlands fältjägarkår 1885–1889, vid Göta artilleriregemente 1889–1896, regementsläkare vid Hallands bataljon 1896–1901 och vid Älvsborgs regemente från 1901.